# Oligosoma whitakeri
Oligosoma whitakeri — вид сцинкоподібних ящірок родини сцинкових (Scincidae). Ендемік Нової Зеландії. Вид названий на честь новозеландського герпетолога Ентоні Вітакера.

## Поширення і екологія
Ophiomorus whitakeri поширені на островах Мідл і Кастл, розташованих біля узбережжя півострова Коромандел на Північному острові Нової Зеландії, а також на самому Північному острові, в районі затоки Пукеруа. Вони живуть на кам'янистих узбережжях, серед валунів і скель, на висоті до 100 м над рівнем моря. Часто ховаються в норах морських птахів. Ведуть присмерковий або нічний спосіб життя.

## Збереження
МСОП класифікує стан збереження цього виду як близький до загрозливого. За оцінками, популяція Oligosoma whitakeri становить від 250 до 1000 особин. Їм загрожує хижацтво з боку інтродукованих тварин.